# Anomalon anae
Anomalon anae là một loài tò vò trong họ Ichneumonidae.